# Dristor (stație de metrou)
Dristor este o stație de metrou din București, Dristor 2 fiind stația-terminus a magistralei M1, închizând bucla făcută de aceasta. Dristor 1 este una dintre stațiile comune pentru magistralele M1 și M3.
Stațiile Dristor 1 și Dristor 2 sunt situate în București și deservesc liniile M1 și M3.
- Dristor 1: deschis pe 1983, parte a liniei M1.
- Dristor 2: deschis în 1989, ambele stații fac parte din linia M1
Aceste stații sunt importante pentru transferuri între două linii de metrou și deservesc zona sectorului 3
Stația de metrou Dristor are 4 intrări, Dristor 1 este cu o ieșire spre Piața Râmnicu Sărat pe Bd. Camil Ressu, în intersecția Străzii Dristorului cu Bulevardul C. Ressu se află încă 2, Dristor 2 mai are încă o intrare pe Strada Dristorului cu ieșire spre Strada Baba Novac.

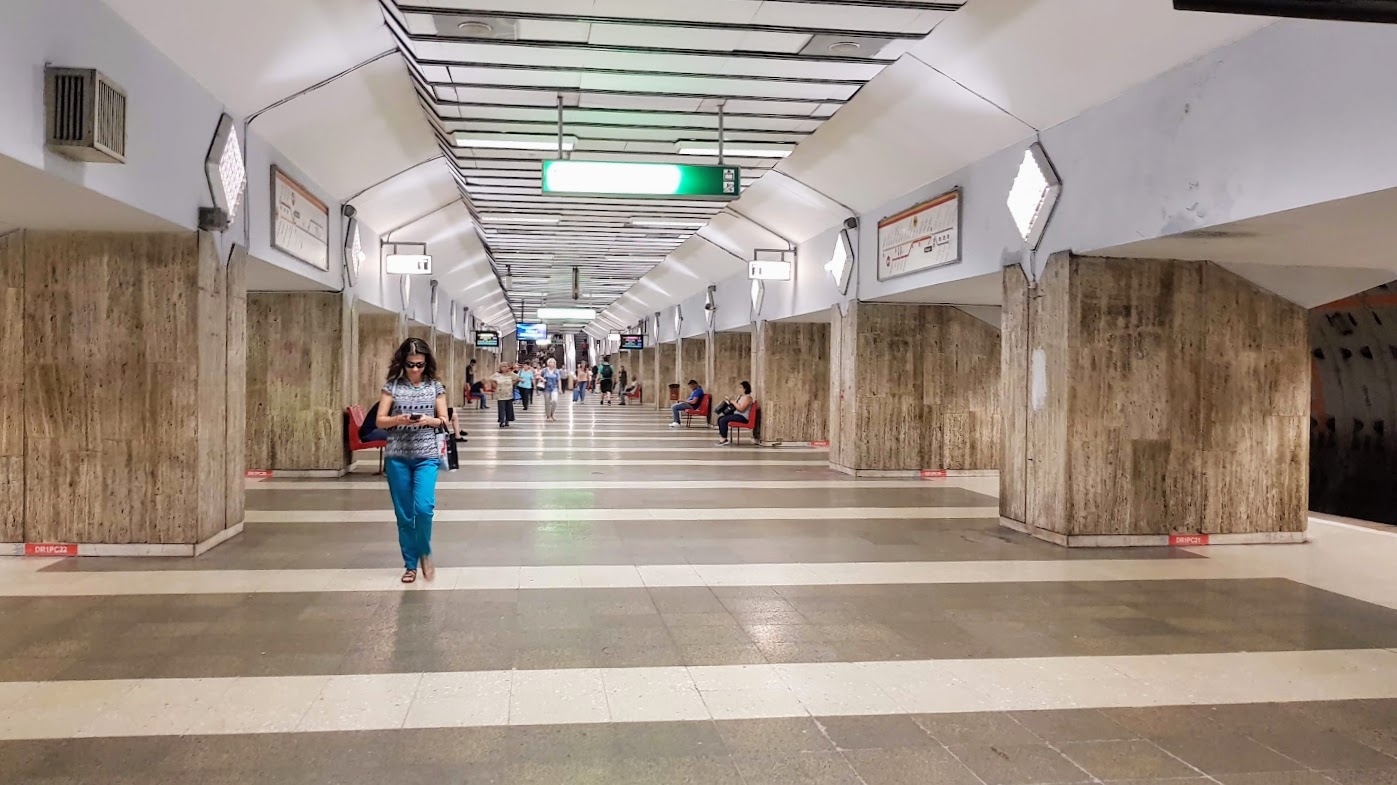
Dristor 1 stație

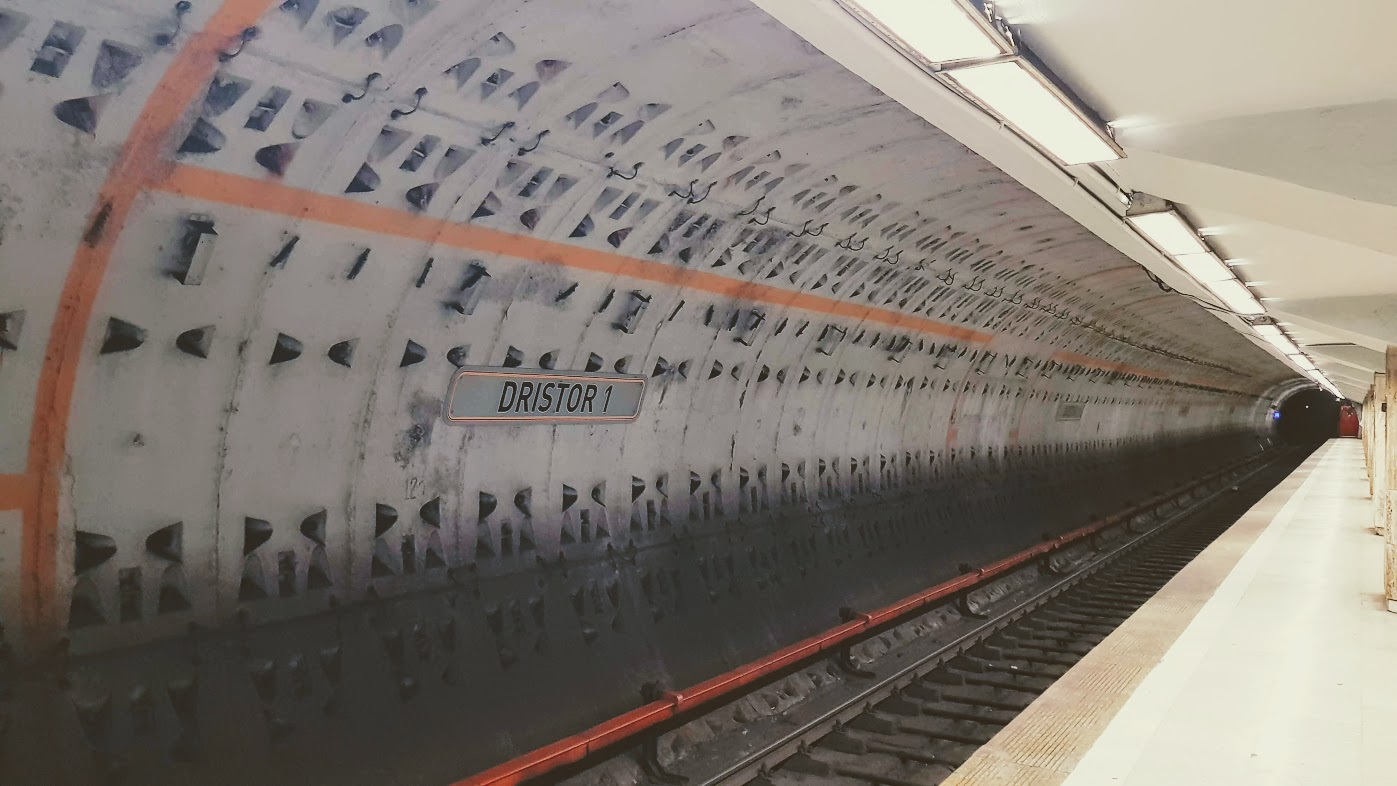
Numele stației Dristor 1

## Legături externe

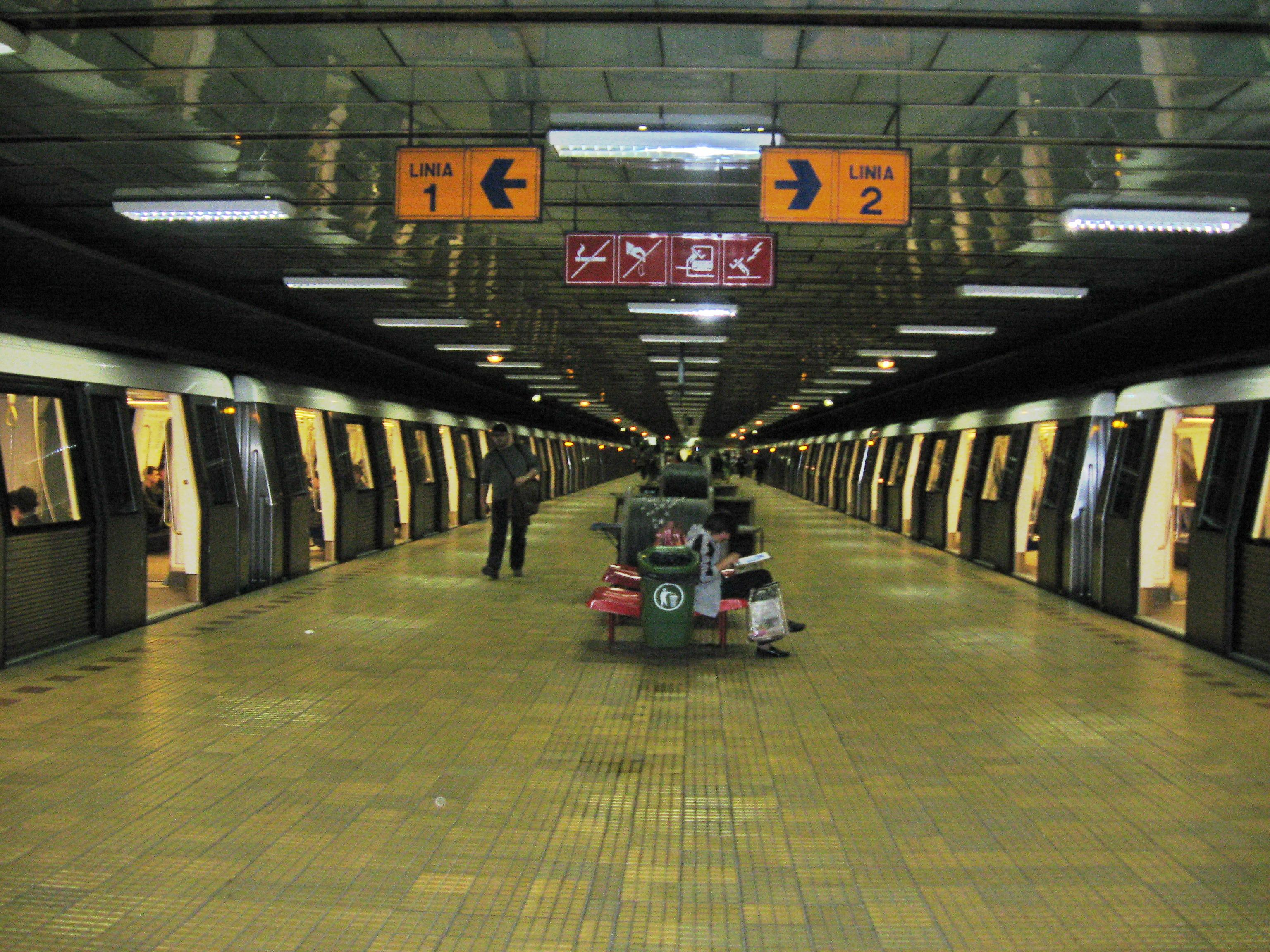
Dristor 2